# Phyllis Lightbourn-Jones
Phyllis Lightbourn-Jones, född 8 augusti 1928, var en friidrottare från Bermuda. Hon deltog vid olympiska sommarspelen 1948 och olympiska sommarspelen 1952.